# Ordre de l'État (Turquie)
L'ordre de l'État est le plus haut ordre de Turquie.
L’ordre est conféré par le président de la république de Turquie, sur décision du Conseil des ministres.